# Калнс, Фриц Индрикович
Фриц Индрикович Калнс (латыш. Fricis Kalns; 1907 год, Тальсенский уезд, Курляндская губерния — дата смерти неизвестна, Талсинский район, Латвийская ССР) — бригадир совхоза «Окте» Министерства совхозов СССР, Талсинский уезд Латвийской ССР. Герой Социалистического Труда (1949).

## Биография
Родился в 1907 году в крестьянской семье в одном из сельских населённых пунктов Тальсенского уезда Курляндской губернии. Окончил начальную школу. С 1944 года трудился в совхозе «Окте» Талсинского уезда. Через некоторое время был назначен бригадиром полеводческой бригады.
В 1948 году бригада под руководством Фрица Калнса собрала в среднем по 32,2 центнера ржи на участке площадью 13 гектаров, по 31,46 центнеров овса на участке площадью 16 гектаров, по 240 центнеров картофеля на участке площадью 3 гектара и сена — по 47,5 центнеров на участке площадью 20 гектаров. Указом Президиума Верховного Совета СССР от 29 апреля 1949 года удостоен звания Героя Социалистического Труда «за получение высоких урожаев пшеницы при выполнении совхозом плана сдачи государству сельскохозяйственных продуктов в 1948 году и обеспеченности семенами всех культур в размере полной потребности для весеннего сева 1949 года» с вручением ордена Ленина и золотой медали Серп и Молот.
С 1954 по 1971 года совхоз возглавлял Герой Социалистического Труда Пётр Гераасимович Медведев. В этом же совхозе трудились Герои Социалистического Труда звеньевой полеводческого звена Эрнест Фрицевич Зебергс (награждён в апреле 1948 года), звеньевой Янис Херманис (награждён в апреле 1949 года) и скотник Антон Антонович Катковский, награждённый званием в августе 1948 года за племенную селекцию и разведение лошади латвийской упряжной породы.
Проработал в совхозе до выхода на пенсию. Проживал в Талсинском районе.
Дата смерти не установлена.
Награды и звания
- Герой Социалистического Труда
- Орден Ленина
- Медаль «За трудовую доблесть» (26.04.1948).